# Hydraena guatemala
Hydraena guatemala är en skalbaggsart som beskrevs av Perkins 1980. Hydraena guatemala ingår i släktet Hydraena och familjen vattenbrynsbaggar. Inga underarter finns listade i Catalogue of Life.